# Meanguera del Golfo
Meanguera del Golfo je otok i općina u departmanu La Unión u Salvadoru. Nalazi se 30 km od departmana La Unión i 213 km od San Salvadora na otoku Meanguera u zaljevu Fonseca. Ima površinu od 23.6 km2, s populacijom od 2398 stanovnika (2007).

## Povijest
Tri zemlje koje imaju obalu duž zaljeva, Honduras, El Salvador i Nikaragva, su bile uključene u dugotrajni spor oko prava na zaljev i otoke koji se unutar njega nalaze. Godine 1992. vijeće Međunarodnog suda pravde odlučilo je o sporu oko kopnene, otočne i pomorske granice, čiji je dio bio i spor oko zaljeva. Međunarodni sud je odlučio da Salvador, Honduras i Nikaragva dijele kontrolu nad zaljevom Fonseca. Salvadoru su dodijeljeni otoci Meanguera i Meanguerita, a Honduraso otok El Tigre.

## Vansjke poveznice
|  | Zajednički poslužitelj ima još gradiva o temi Meanguera del Golfo |